# Marcus Fizer
Marcus Fizer (Inkster, 10 de agosto de 1978) é um ex-jogador norte-americano de basquete profissional que atuou na  National Basketball Association (NBA). Foi o número 4 do Draft de 2000.